# Chris Niemeyer
Chris Niemeyer (* 1973 in Zürich) ist ein Schweizer Filmregisseur, Drehbuchautor und Filmproduzent.

## Leben
Chris Niemeyer besuchte nach der Grundschule das Realgymnasium in Zürich. Er studierte von 1992 bis 1994 an der Universidad del Cine in Buenos Aires. 1994 begann er ein Studium im Bereich Film/Video an der Hochschule für Gestaltung und Kunst Zürich, das er 1999 mit Diplom abschloss. Sein Diplomfilm Timing war für den Max-Ophüls-Preis 2000 nominiert. Niemeyer gründete 2003 die Produktionsfirma Plan B Film, die unter anderem Werbefilme und Musikvideos produziert. Im Jahr 2005 nahm er am Berlinale Talent Campus teil. Für seinen Kurzspielfilm Las Pelotas (2009) über männliche Fussballfans, die den idealen Fussballspieler zeugen wollen, wurde Niemeyer mit dem Schweizer Filmpreis 2010 in der Kategorie Bester Kurzfilm ausgezeichnet. Der Film gewann ausserdem mehrere Preise auf Filmfestivals, darunter den Pardino d’oro für den besten Schweizer Kurzfilm am Filmfestival von Locarno 2009 sowie Publikumspreise beim São Paulo International Short Film Festival 2010 und bei Vienna Independent Shorts 2010. Niemeyer schrieb gemeinsam mit der Künstlerin Pipilotti Rist das Drehbuch zum Spielfilm Pepperminta (2009).

## Filmografie
- 1999: Timing
- 2003: Pervasive Computing
- 2005: 30 Sekunden Schweiz
- 2005: Halber Preis
- 2005: The/le/der Ball
- 2009: Las Pelotas
- 2009: Pepperminta (nur Drehbuch)
- 2009: Tag und Nacht (6 Folgen)
- 2014–2019: Der Bestatter (9 Folgen)
- 2021: La chance de ta vie